# 窄頭鮨麗魚
窄頭鮨麗魚，為輻鰭魚綱鱸形目隆頭魚亞目慈鯛科的其中一種，分布於非洲剛果河上游、庫內內河、三比西河、奧塔萬戈河流域，體長可達41公分，棲息在沙石底質、植被生長水域，屬肉食性，以魚類、昆蟲、蝦子等為食，生活習性不明，可作為食用魚、觀賞魚及養殖魚。

## 擴展閱讀
維基物種上的相關：窄頭鮨麗魚